# دهستان موران
دهستان موران، یکی از دهستان‌های بخش سویسه شهرستان کارون در استان خوزستان ایران است. مرکز این دهستان، روستای بهر است.

## جمعیت
بر پایه سرشماری عمومی نفوس و مسکن در سال ۱۳۹۵، جمعیت دهستان موران برابر با ۱۱٬۷۲۹ نفر بوده است.